# Eduard Szewardnadze
Eduard Szewardnadze (gruz. ედუარდ შევარდნაძე, ros. Эдуа́рд Шевардна́дзе; ur. 25 stycznia 1928 w Mamati, zm. 7 lipca 2014 w Tbilisi) – radziecki i gruziński polityk, minister spraw zagranicznych ZSRR od 2 lipca 1985 do 20 grudnia 1990 oraz od 19 listopada do 25 grudnia 1991, prezydent Gruzji od 26 listopada 1995 do 23 listopada 2003.

## Kariera w czasach ZSRR
Szewardnadze w wieku 18 lat został instruktorem Komsomołu i dwa lata później wstąpił do partii komunistycznej. W 1959 został członkiem Rady Najwyższej Gruzińskiej Socjalistycznej Republiki Radzieckiej, w 1965 został ministrem porządku publicznego Gruzińskiej SRR, a w 1968 spraw wewnętrznych i generałem milicji. Zasłynął wtedy walką z korupcją, doprowadzając do skazania wielu urzędników. W 1972 zastąpił na stanowisku I Sekretarza KC Komunistycznej Partii Gruzji skompromitowanego w aferach korupcyjnych Wasyla Mżawanadzego. Na tym stanowisku kontynuował walkę ze skorumpowanymi urzędnikami, lecz także z dysydentami. W 1976 został członkiem Komitetu Centralnego, a w 1978 Biura Politycznego KC KPZR. W 1985 został ministrem spraw zagranicznych ZSRR, dołączając do względnie młodych reformatorów skupionych wokół Gorbaczowa. Odegrał bardzo ważną rolę w upadku ZSRR, odmawiając pomocy komunistycznym reżimom w Europie Środkowej i umożliwiając tym samym demokratyczne przemiany. W 1987 r. wyraził w imieniu ZSRR wstępną zgodę na zjednoczenie państw niemieckich, RFN i NRD. Pod koniec lat 80. jego drogi rozeszły się z Gorbaczowem, który dążył do zachowania ZSRR. W 1990 – na parę miesięcy przed nieudanym puczem w Moskwie – przewidując nadchodzący wstrząs polityczny, podał się do dymisji. Swoją rezygnację określił jako protest przeciwko „rodzącej się dyktaturze”. W listopadzie 1991 powrócił na krótki czas na stanowisko, po czym podał się do dymisji razem z Gorbaczowem, po formalnym rozwiązaniu Związku Radzieckiego.

## Prezydentura Gruzji
Pierwszym prezydentem nowo niepodległej Gruzji został Zwiad Gamsachurdia (syn słynnego pisarza gruzińskiego, Konstantyna Gamsachurdii), dysydent więziony przez Szewardnadzego w latach 70. Został on jednak obalony w wyniku puczu w styczniu 1992 i musiał zbiec do Czeczenii.
Puczyści zwrócili się do Eduarda Szewardnadzego, który wówczas mieszkał w Moskwie, z propozycją objęcia stanowiska głowy państwa w pogrążonej w wojnie domowej Gruzji. Szewardnadze znajdował się wówczas na politycznej emeryturze, po rezygnacji ze stanowiska Ministra Spraw Zagranicznych ZSRR. Po rozpadzie ZSRR i politycznym zwycięstwie sił Borysa Jelcyna stał się osobą niechcianą w Rosji ze względu na swoje powiązania z poprzednim systemem i władzami komunistycznymi. Szewardnadze cieszył się renomą doświadczonego polityka, czego dowodem było jego wieloletnie pełnienie wysokich stanowisk w ZSRR. Inicjatorem zaproszenia Szewardnadzego do Gruzji był Awtandil Margiani, ostatni przywódca Komunistycznej Partii Gruzji przed upadkiem ZSRR.
W 1995 został wybrany na prezydenta większością 70% głosów. W 2000 zdołał zapewnić sobie drugą kadencję fałszując wynik wyborów. Szewardnadze przeżył dwie próby zamachów na swe życie (w 1995 i 1998). Za jego prezydentury, na tle terytorialno-nacjonalistycznym oraz w wyniku licznych prowokacji ze strony Gruzji, wybuchł konflikt wojenny na terenie Abchazji, który doprowadził do utraty kontroli nad Abchazją i później Osetią Południową oraz silnych tendencji separatystycznych w Adżarii. Wkroczenie wojsk Gossowietu Gruzji na teren Abchazji spowodowało śmierć 10 tys. ludzi, a 280 tys. uchodźców gruzińskich uniemożliwiono powrót do domów.
By przeciwstawić się rosyjskim wpływom, Szewardnadze obrał kurs prozachodni, nastawiając się na współpracę z USA i strategiczne partnerstwo z NATO i UE.
Szewardnadze cieszył się reputacją zaciekłego wroga korupcji, bardzo w kraju rozpowszechnionej. Zdymisjonował i doprowadził do umieszczenia w zakładach karnych setek oficjeli. Jednakże nigdy nie udało mu się całkowicie wyplenić tego zjawiska.

## Rewolucja róż
2 listopada 2003 odbyły się w Gruzji wybory parlamentarne, których wynik został sfałszowany przez rząd. Doprowadziło to do masowych protestów w Tbilisi i całym kraju. Na inauguracyjnej sesji nowego parlamentu 21 listopada, protestujący wtargnęli na posiedzenie, zmuszając prezydenta do opuszczenia sali. Szewardnadze wprowadził stan wyjątkowy i początkowo odmawiał ustąpienia, ostatecznie jednak zgodził się to uczynić po spotkaniu z liderami opozycji oraz konsultacjach z ministrami spraw zagranicznych USA – Collinem Powellem i Rosji – Igorem Iwanowem. Krok ten został entuzjastycznie przyjęty przez społeczeństwo, zaś całe zdarzenie nazwano rewolucją róż, przez analogię do portugalskiej rewolucji goździków.

## Życie prywatne
Jego żoną od 1951 do jej śmierci w 2004 roku była Nanuli Cagareiszwili, z którą miał syna i córkę. Razem doczekali się pięciorga wnucząt.
Na język polski została przetłumaczona autobiografia Szewardnadzego, Przyszłość należy do wolności, tł. Krystyna Damm, Warszawa 1992.